# Ottessa Moshfegh

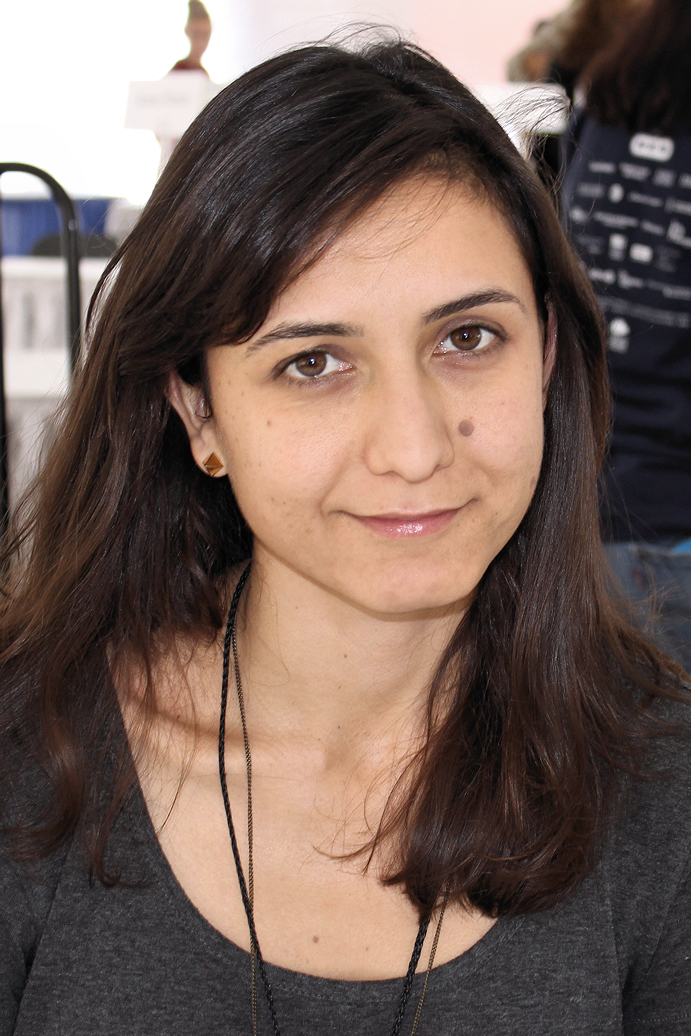
Ottessa Moshfegh (2015)

Ottessa Charlotte Moshfegh (* 20. Mai 1981 in Boston, Massachusetts) ist eine US-amerikanische Schriftstellerin und Drehbuchautorin. Ihr Debütroman Eileen (2015) wurde mit dem Hemingway Foundation/PEN Award ausgezeichnet, stand auf der Shortlist für den Booker Prize und war Finalist für den National Book Critics Circle Award. Zu Moshfeghs weiteren Romanen gehören My Year of Rest and Relaxation, Death in Her Hands und Lapvona.

## Leben
Moshfegh ist die Tochter eines iranischen Violinisten und einer kroatischen Bratschistin, die sich an einer belgischen Musikschule kennenlernten. Obwohl die Familie ursprünglich im Iran leben wollte, wanderte sie in die USA aus, wo Moshfegh 1981 geboren wurde. Sie wuchs in Newton auf. Ihre Eltern unterrichteten am New England Conservatory of Music. Als Kind lernte Moshfegh Klavier und Klarinette zu spielen.
Von 1998 bis 2002 absolvierte sie erfolgreich ein Bachelorstudium am Barnard College in Englisch und Kreativem Schreiben. Nach dem College zog Moshfegh nach China, wo sie Englisch unterrichtete und in einer Punk-Bar arbeitete. Ein Masterstudium Kreatives Schreiben folgte von 2009 bis 2011 an der Brown University. Während ihres Studiums an der Brown University unterrichtete sie Studenten, darunter Antonia Angress, Autorin des 2022 erschienenen Romans Sirens & Muses.
Ottessa Moshfegh ist mit dem Drehbuchautor Luke Goebel verheiratet und lebt in Pasadena, Los Angeles County.

## Karriere
Seitdem veröffentlichte Moshfegh zahlreiche Kurzgeschichten, die unter anderem im The Paris Review, Vice und dem New Yorker erschienen.
Mit McGlue, 2016 auch ins Deutsche übersetzt, debütierte sie 2014 als Romanschriftstellerin. Die Geschichte spielt 1851 in Salem (Massachusetts) und handelt von dem alkoholkranken Seemann McGlue, dem vorgeworfen wird, seinen besten Freund in Sansibar getötet zu haben. Aufgrund einer Schädelverletzung und seines übermäßigen Alkoholkonsums kann er sich aber an nichts erinnern. Für ihr Debüt wurde Moshfegh mit dem Believer Book Award und dem Fence Modern Prize in Prose ausgezeichnet.
Ihr zweiter Roman Eileen erschien 2015 und wurde von der Kritik gelobt. Die Titelfigur ist eine emotional gestörte Frau, die als Sekretärin in einer Jugendstrafanstalt arbeitet und sich gleichzeitig um ihren alkoholkranken Vater kümmern muss. Von der Flucht in die Stadt träumend, verbringt Eileen ihre Freizeit damit, Ladendiebstähle zu begehen und einen attraktiven Gefängniswärter zu stalken. Als die charismatische Vorgesetzte Rebecca ihren Dienst im Gefängnis beginnt, entwickelt sich zu dieser eine gefährliche Freundschaft, die in ein Verbrechen mündet. Das Werk erhielt 2016 den Hemingway Foundation PEN Award und gelangte im selben Jahr auf die Shortlist des Man Booker Prize. Die Verfilmungsrechte an Eileen wurden vom Filmproduzenten Scott Rudin erworben. Im Jahr 2022 wurde das Werk schließlich verfilmt, wobei Moshfegh als Drehbuchautorin und Filmproduzentin an dem Projekt beteiligt war.
Ihr dritter Roman, My Year of Rest and Relaxation, erschien 2018 bei Penguin Press und wurde zu einem internationalen Bestseller. Bereits im Erscheinungsjahr sicherte sich Margot Robbie die Rechte an dem Buch zur Verfilmung.
Weitere Romane folgten 2020 mit Death in Her Hands und 2023 Lapvona.
Ebenfalls wirkte Moshfegh, zusammen mit ihrem Ehemann Luke Goebel, als Drehbuchautorin an dem Spielfilm Causeway (2022) von Lila Neugebauer mit.

## Werke
Romane
- McGlue. 2014.
  - deutsch von Anke Caroline Burger: McGlue. Roman. Liebeskind, München 2016, ISBN 978-3-95438-067-1.[17]
- Eileen. 2015.
  - deutsch von Anke Caroline Burger: Eileen. Roman. Liebeskind, München 2017, ISBN 978-3-95438-081-7.
- My Year of Rest and Relaxation. 2018.
  - deutsch von Anke Caroline Burger: Mein Jahr der Ruhe und Entspannung. Roman. Liebeskind, München 2018, ISBN 978-3-95438-092-3.
- Death in Her Hands. 2020.
  - deutsch von Anke Caroline Burger: Der Tod in ihren Händen. Roman. Hanser Berlin, Berlin 2021, ISBN 978-3446269408.
- Lapvona. Jonathan Cape, London 2022, ISBN 978-1-78733-382-6.
  - deutsch von Anke Caroline Burger: Lapvona. Roman. Hanser Berlin, Berlin 2023, ISBN 978-3-446-27584-3.

Erzählbände
- Homesick For Another World. 2017.
  - deutsch von Anke Caroline Burger: Heimweh nach einer anderen Welt. Liebeskind, München 2020. ISBN 978-3-95438-115-9

Drehbücher
- Causeway. 2022.
- Eileen. 2023.

## Auszeichnungen
- 2014: Believer Book Award für McGlue
- 2015: National Book Critics Circle Award, Nominierung mit Eileen
- 2016: Man Booker Prize, Nominierung mit Eileen
- 2016: Hemingway Foundation PEN Award für Eileen